# 航空燃料

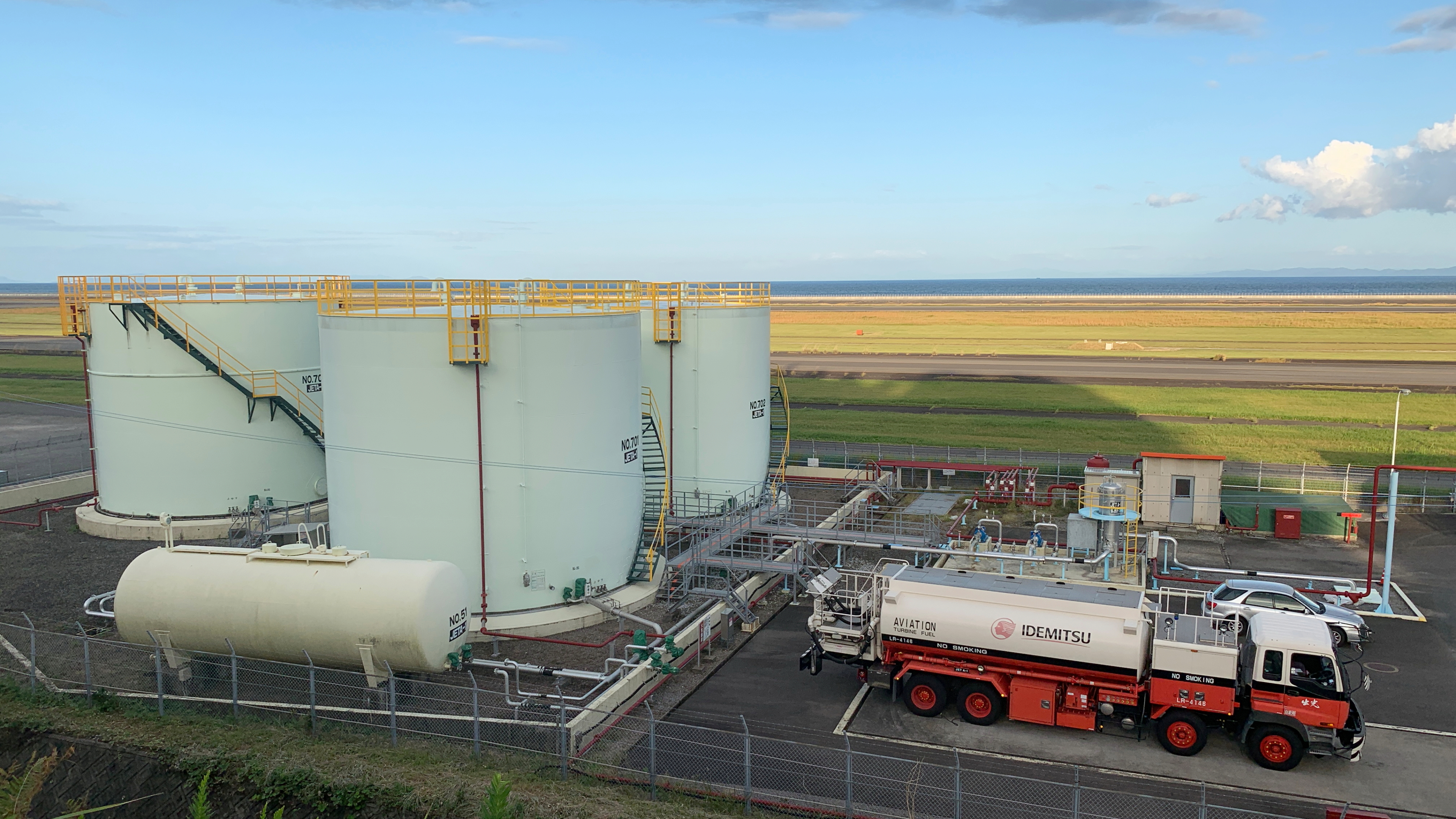
航空燃料備蓄タンクと航空燃料輸送用トラック

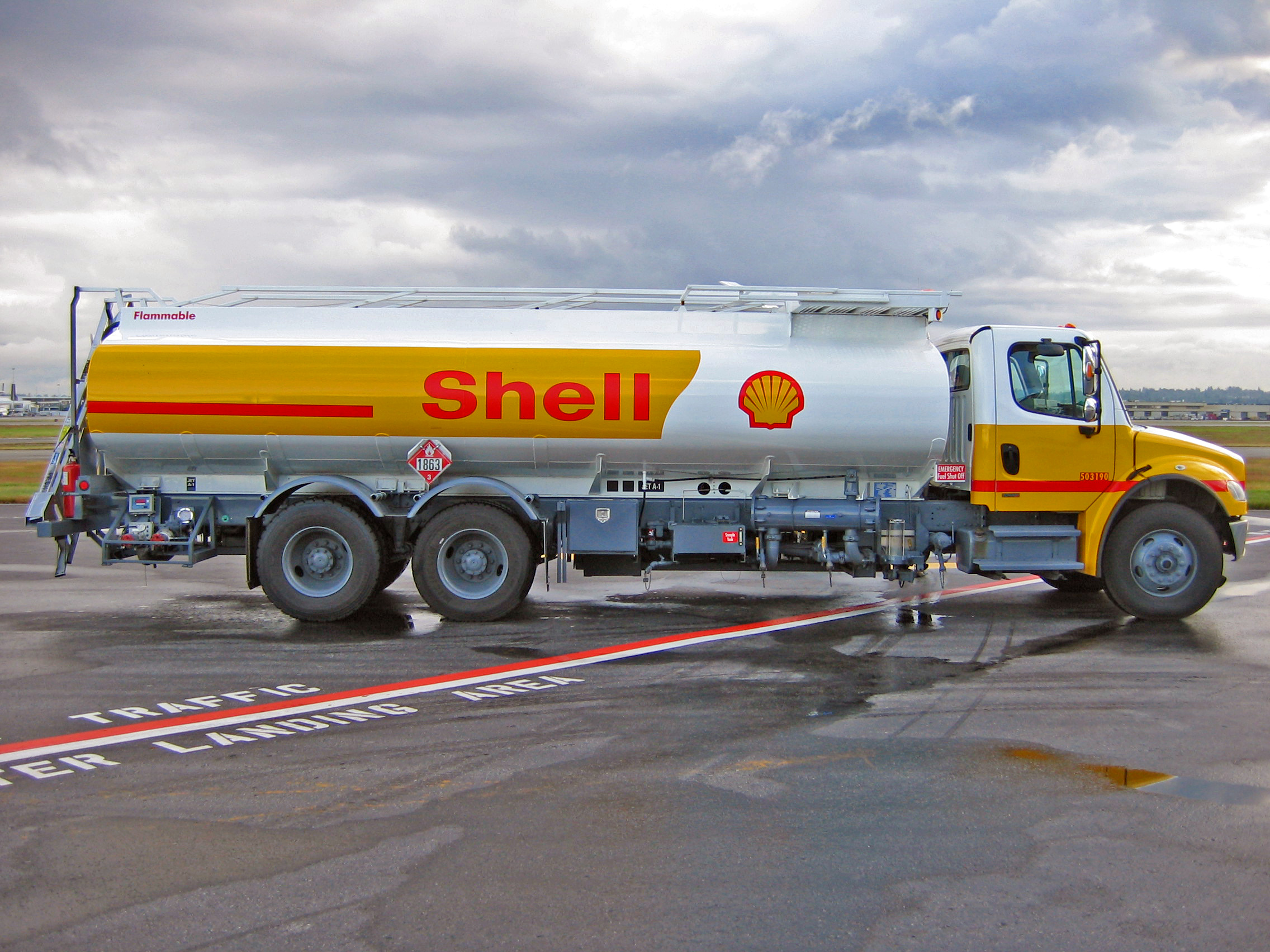
航空燃料輸送用タンクローリー

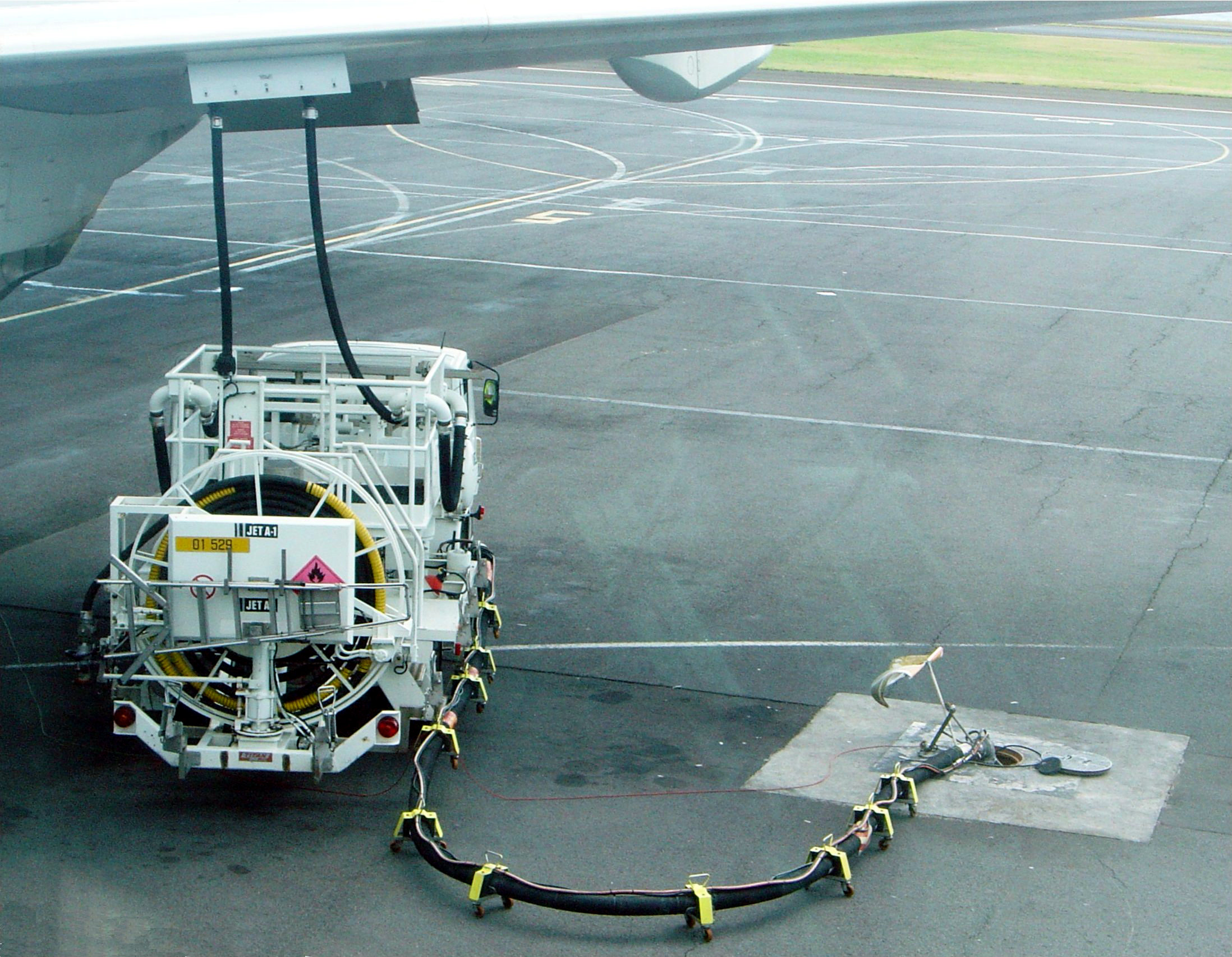
一部の空港では、地下の燃料パイプによってタンクローリーを必要とせずに燃料補給が可能となっている。トラックは燃料ではなく、必要なホースや圧力装置を運ぶだけである。

航空燃料（こうくうねんりょう）は、航空機の動力に使用される石油系の燃料である。一般的に、車や暖房に使用される燃料より高品質な物が利用される。添加剤として、酸化防止剤、金属不活性化剤、燃料システム結氷防止剤や、その他の添加剤を加えることが認められている。

## 分類

### 航空機用ガソリン
航空機用ガソリン（Avgas、アブガス、aviation gasolineの略称）または、Avgは、火花点火内燃機関を動かすのに使用される燃料である。その調合は自動車や2.5tトラックといった多くの軍用車両で使われるガソリンとは異なっている。航空機用ガソリンは幅広い環境下での安定性、安全性、予測通りの性能のために調合され、レシプロエンジンまたはヴァンケルエンジンを使用する航空機で典型的に用いられる。

### ジェット燃料

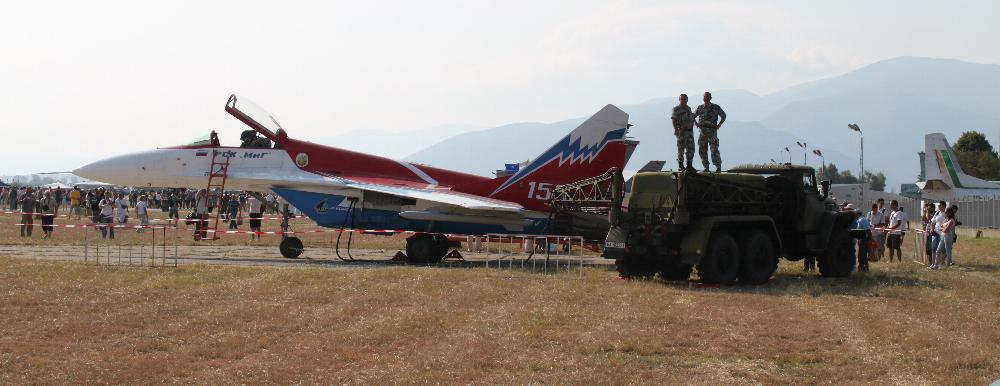
URALタンカーからのMiG-29の地上燃料補給

ジェット燃料は、無鉛ケロシン（Jet A-1）またはナフサ-ケロシン混合物（Jet B）を基にした透明から麦わら色の燃料である。ディーゼル燃料と似ており、圧縮点火エンジンとタービンエンジンのどちらにも使用することができる。
Jet-Aは現代的な商業旅客機に動力を与え、純粋なケロシンと凍結（凝固）防止剤の混合物であり、49 ℃以上の温度で燃焼する。ケロシン系燃料はガソリン系燃料よりもかなり高い引火点を有する。これは、点火するためにかなり高い温度が必要であることを意味する。Jet-Aは高品質燃料である。ジェット飛行機での使用のための純度やその他の品質検査で不合格になった場合は、鉄道車両用ディーゼルエンジンのような、品質要求がより低いその他の地上の乗り物のために販売される。

### CNGおよびLNG
圧縮天然ガス（CNG）、液化天然ガス（LNG）を航空機の動力燃料に利用したロシアの軍用機Tu-155や、ボーイングのSUGAR Freeze航空機計画、NASAのN+4計画などがある。

### 代替燃料
化石燃料に代わる燃料として、ボツリオコッカス・ブラウニーやミドリムシなどを利用したバイオ燃料、植物由来の燃料の開発が行われている。